# Montalieu-Vercieu
Montalieu-Vercieu és un municipi francès situat al departament de la Isèra i a la regió d'Alvèrnia-Roine-Alps. L'any 2007 tenia 2.717 habitants.

## Demografia

### Població
El 2007 la població de fet de Montalieu-Vercieu era de 2.717 persones. Hi havia 1.120 famílies de les quals 350 eren unipersonals (160 homes vivint sols i 190 dones vivint soles), 315 parelles sense fills, 320 parelles amb fills i 135 famílies monoparentals amb fills.
La població ha evolucionat segons el següent gràfic:
Habitants censats

### Habitatges
El 2007 hi havia 1.404 habitatges, 1.146 eren l'habitatge principal de la família, 74 eren segones residències i 183 estaven desocupats. 949 eren cases i 452 eren apartaments. Dels 1.146 habitatges principals, 614 estaven ocupats pels seus propietaris, 489 estaven llogats i ocupats pels llogaters i 44 estaven cedits a títol gratuït; 23 tenien una cambra, 111 en tenien dues, 244 en tenien tres, 350 en tenien quatre i 418 en tenien cinc o més. 828 habitatges disposaven pel capbaix d'una plaça de pàrquing. A 586 habitatges hi havia un automòbil i a 422 n'hi havia dos o més.

### Piràmide de població
La piràmide de població per edats i sexe el 2009 era:
| Homes | Edats   | Dones |
| ----- | ------- | ----- |
| 0     | 95 o +  | 0     |
| 0     | 90 a 94 | 8     |
| 12    | 85 a 89 | 20    |
| 12    | 80 a 84 | 20    |
| 36    | 75 a 79 | 52    |
| 32    | 70 a 74 | 40    |
| 40    | 65 a 69 | 48    |
| 56    | 60 a 64 | 48    |
| 52    | 55 a 59 | 56    |
| 56    | 50 a 54 | 56    |
| 68    | 45 a 49 | 60    |
| 108   | 40 a 44 | 88    |
| 100   | 35 a 39 | 104   |
| 80    | 30 a 34 | 72    |
| 88    | 25 a 29 | 72    |
| 36    | 20 a 24 | 36    |
| 92    | 15 a 19 | 48    |
| 96    | 10 a 14 | 68    |
| 104   | 5 a 9   | 52    |
| 60    | 0 a 4   | 76    |

## Economia
El 2007 la població en edat de treballar era de 1.791 persones, 1.320 eren actives i 471 eren inactives. De les 1.320 persones actives 1.183 estaven ocupades (682 homes i 501 dones) i 137 estaven aturades (49 homes i 88 dones). De les 471 persones inactives 135 estaven jubilades, 138 estaven estudiant i 198 estaven classificades com a «altres inactius».

### Ingressos
El 2009 a Montalieu-Vercieu hi havia 1.232 unitats fiscals que integraven 2.979,5 persones, la mediana anual d'ingressos fiscals per persona era de 16.364 €.

### Activitats econòmiques
Dels 142 establiments que hi havia el 2007, 1 era d'una empresa extractiva, 4 d'empreses alimentàries, 2 d'empreses de fabricació de material elèctric, 7 d'empreses de fabricació d'altres productes industrials, 19 d'empreses de construcció, 34 d'empreses de comerç i reparació d'automòbils, 9 d'empreses de transport, 8 d'empreses d'hostatgeria i restauració, 6 d'empreses financeres, 4 d'empreses immobiliàries, 11 d'empreses de serveis, 21 d'entitats de l'administració pública i 16 d'empreses classificades com a «altres activitats de serveis».
Dels 49 establiments de servei als particulars que hi havia el 2009, 1 era una oficina d'administració d'Hisenda pública, 1 gendarmeria, 1 oficina de correu, 4 oficines bancàries, 2 funeràries, 6 tallers de reparació d'automòbils i de material agrícola, 1 taller d'inspecció tècnica de vehicles, 1 autoescola, 3 paletes, 1 guixaire pintor, 2 fusteries, 5 lampisteries, 3 electricistes, 7 perruqueries, 1 veterinari, 6 restaurants, 2 agències immobiliàries, 1 tintoreria i 1 saló de bellesa.
Dels 19 establiments comercials que hi havia el 2009, 1 era un supermercat, 1 una gran superfície de material de bricolatge, 3 fleques, 3 carnisseries, 3 llibreries, 3 botigues de roba, 1 una botiga d'equipament de la llar, 1 una botiga de material esportiu, 1 un drogueria i 2 floristeries.
L'any 2000 a Montalieu-Vercieu hi havia 9 explotacions agrícoles que ocupaven un total de 336 hectàrees.

## Equipaments sanitaris i escolars
El 2009 hi havia 2 farmàcies i 1 ambulància.
El 2009 hi havia 1 escola maternal i 1 escola elemental. Montalieu-Vercieu disposava d'un col·legi d'educació secundària amb 512 alumnes.

## Poblacions més properes
El següent diagrama mostra les poblacions més properes.